# Karl Feldmeyer
Karl Feldmeyer (* 30. November 1938 in Mindelheim; † 18. Dezember 2016 in Berlin) war ein deutscher Journalist. Er beschäftigte sich insbesondere mit deutschlandpolitischen und sicherheitspolitischen Fragen. Feldmeyer war durch seine langjährige Korrespondententätigkeit ein ausgewiesener Experte der Politik und inneren Strukturen von CDU und CSU.

## Leben
Feldmeyer, Sohn des Journalisten Heiner Feldmeyer, studierte nach dem Abitur in Mainz und einem Volontariat bei der Frankfurter Neuen Presse Politische Wissenschaften und Geschichte. Seit dem 1. Juni 1971 war er als Redakteur bei der Frankfurter Allgemeinen Zeitung (FAZ) angestellt. Seit 1976 war er deren Korrespondent in Bonn, seit 1999, nach dem Umzug des Bundestages und der Bundesregierung, in Berlin. Ende 2004 verließ Feldmeyer die FAZ und ging 65-jährig in den Ruhestand.
Seit dem Eintritt in den Ruhestand unterstützte er die national-konservativen Initiativen „Allianz für den Rechtsstaat“ und „Zivile Koalition für Deutschland“. Beide Projekte wurden initiiert und werden betrieben vom Ehepaar Sven und Beatrix von Storch, ebenso die Blogzeitung Die Freie Welt, bei der Karl Feldmeyer publizierte und zu deren Redaktionsbeirat er gehörte. In der Kurzversion des Selbstdarstellungswerbevideos der Wochenzeitung Junge Freiheit aus Anlass ihres 20-jährigen Bestehens ist Karl Feldmeyer neben Herbert Fleissner, Bernd Rabehl, Rolf Hochhuth, Fritz Schenk sowie Thor Kunkel als Fürsprecher der Jungen Freiheit zu sehen, für die er auch als Autor tätig war.
Er war unter anderem Mitglied der Clausewitz-Gesellschaft. Feldmeyer war Alter Herr der Akademisch-Musischen Verbindung Mainz im Sondershäuser Verband.

## Auszeichnungen
1978 wurde Feldmeyer für seinen Bericht über den Bundeswehr-Spionagefall Lutze/Wiegel mit dem Theodor-Wolff-Preis des Bundesverbands Deutscher Zeitungsverleger ausgezeichnet.
Im Jahr 2006 wurde Feldmeyer die gleiche Ehrung nochmals zuteil, diesmal für sein Lebenswerk.
Im November 2013 erhielt Feldmeyer den Gerhard-Löwenthal-Ehrenpreis für Publizistik der Förderstiftung Konservative Bildung und Forschung in Berlin.

## Schriften (Auswahl)
- Schwierige Heimkehr. Neusiedler auf altem Boden. 2. erweiterte Auflage, Siedler, Berlin 1998, ISBN 3-88680-615-4.
- mit Georg Meyer: Johann Adolf Graf von Kielmansegg 1906–2006. Deutscher Patriot – Europäer – Atlantiker. Hrsg. vom Militärgeschichtlichen Forschungsamt, Mittler, Hamburg u. a. 2007, ISBN 978-3-8132-0876-4.